# Pelecotheca panamensis
Pelecotheca panamensis là một loài ruồi trong họ Tachinidae.